# Jan Srogi
Jan III Srogi, także Iwonia oraz Jan Waleczny (rum. Ioan Vodă cel Cumplit, także Ioan cel Viteaz; zm. 1574) – hospodar mołdawski w latach 1572–1574.
Nie jest znane jego pochodzenie, być może był synem któregoś z wcześniejszych hospodarów mołdawskich z rodu Muszatowiczów (istnieją wersje, że był synem Bogdana Ślepego lub Stefana Młodego i jego ormiańskiej konkubiny - Serpegi), z pewnością spędził wiele czasu poza granicami Mołdawii (m.in. w Imperium Osmańskim oraz Polsce). Otrzymał tron hospodara Mołdawii w 1572 od Turków, którzy liczyli na to, że będzie on uległy wobec ich dążeń. Jan jednak okazał się władcą z dużych zdolnościach i energii. Wkrótce po objęciu tronu pokonał opozycję wewnętrzną, zabijając wielu bojarów i zyskując w ten sposób poparcie chłopstwa. Podjął starania o uniezależnienie się od Turcji, najpierw rozpoczynając bicie swojej monety, później – odmawiając płacenia haraczu. W efekcie doczekał się wyprawy tureckiej (wspomaganej przez Wołochów), którą pokonał w bitwie pod Jiliştea w kwietniu 1574 roku, a następnie wkroczył na Wołoszczyznę, gdzie spustoszył kilka miast. Ostatecznie został jednak pokonany przez Turków w bitwie pod Roşcani 10 czerwca 1574 roku, m.in. wskutek zdrady części bojarów. Jana pojmano, a następnie zabito (według legendy – rozszarpano go żywcem wielbłądami).
Był jednym z ostatnich władców mołdawskich, którzy otwarcie przeciwstawili się Turkom.
Jego synem był hospodar wołoski Stefan I Głuchy.